# Babarcszőlős
Babarcszőlős község Baranya vármegyében, a Siklósi járásban.

## Fekvése
A Villányi-hegység nyugati részének északi lábánál helyezkedik el, a megyeszékhely Pécstől 25 kilométerre délre.
A szomszédos települések: észak felől Ócsárd, kelet felől Szava, délkelet felől Diósviszló, délnyugat felől Hegyszentmárton, nyugat felől Siklósbodony, északnyugat felől pedig Kisdér.

### Megközelítése
Közigazgatási területén áthalad a Túrony-Bogádmindszent közti 5815-ös út, lakott területe azonban zsáktelepülés, oda csak az előbbiből délre kiágazó másfél kilométer hosszú 58 115-ös számú mellékút vezet be.

## Története
Nevének első írásos említése az 1332-es pápai tizedlajstromban maradt fenn, Popruzeuleuse formában. A török időkben feltehetően végig lakott volt, de feljegyzések csak a 18. századtól találhatóak róla. A 20. századig csak magyarok lakták, akkor költöztek be az első német nemzetiségű családok, akik a falu 1740-es évekből származó harangját is magukkal hozták.
Régi, középkori temploma mára elpusztult, helyén egy kereszt áll.
A község címerét 2004-ben fogadták el.

## Közélete

### Polgármesterei
- 1990–1994: Vlasits Józsefné (független)[2]
- 1994–1998: Benkő Lajos (független)[3]
- 1998–2002: Illés József (független)[4]
- 2002–2006: Illés József (független)[5]
- 2006–2010: Ruppert Antal (független)[6]
- 2010–2014: Ignácz Sándorné (független)[7]
- 2014–2018: Ignácz Sándorné (független)[8]
- 2018–2019: Gyurkovszky Zoltán (független)[9][10]
- 2019–2023: Gyurkovszky Zoltán (független)[11]
- 2023–2024: Vlasitsné Végh Anikó (független)[12]
- 2024– : Vlasitsné Végh Anikó (független)[13]

A településen 2018. augusztus 26-án időközi polgármester-választást (és képviselő-testületi választást) tartottak az előző képviselő-testület önfeloszlatása miatt. (A választáson a hivatalban lévő polgármester nem indult.) Időközi polgármester-választást tartottak  2023. július 2-án is, akkor az előző településvezető halála miatt.

## Népesség
A település népességének változása:
| Lakosok száma | 107  | 101  | 109  | 78   | 81   | 88   | 99   | 92   |
|               | 2013 | 2014 | 2015 | 2019 | 2021 | 2022 | 2023 | 2024 |

A 2011-es népszámlálás során a lakosok 95,7%-a magyarnak, 53% cigánynak mondta magát (4,3% nem nyilatkozott; a kettős identitások miatt a végösszeg nagyobb lehet 100%-nál). A vallási megoszlás a következő volt: római katolikus 65,8%, református 6,8%, izraelita 0,9%, felekezeten kívüli 13,7% (11,1% nem nyilatkozott).
2022-ben a lakosság 79,5%-a vallotta magát magyarnak, 18,2% cigánynak, 4,5% egyéb, nem hazai nemzetiségűnek (19,3% nem nyilatkozott; a kettős identitások miatt a végösszeg nagyobb lehet 100%-nál). Vallásuk szerint 19,3% volt római katolikus, 3,4% református, 1,1% görög katolikus, 13,6% egyéb katolikus, 31,8% felekezeten kívüli (29,5% nem válaszolt).

## Idegen elnevezései
A pogányi horvátok Pabacnak, az átai horvátok Babacnak hívták.

## Nevezetességei
- 1911-ben emelt harangláb, amelyhez 1993-ban kápolnát is építettek